# Antonio Beristain Ipiña
Antonio Beristain Ipiña (Medina de Rioseco, Valladolid, 4 de abril de 1924 - San Sebastián, Guipúzcoa, 29 de diciembre de 2009) era un catedrático de Derecho penal. Fundador del Instituto Vasco de Criminología en 1976, director del mismo hasta 2000, y Director Honorario de dicho Instituto hasta el 2009. Fue Presidente del Consejo de Dirección del Centro Internacional de Investigación sobre la Delincuencia y las relaciones sociales.

## Biografía
Nació en Medina de Rioseco y trabajó en el País Vasco. Cuando acabó su bachillerato decidió entrar a la Compañía de Jesús, donde finalmente y tras los años de formación se ordenó sacerdote. Posteriormente inició su actividad docente en la Universidad de Deusto en 1958 donde impartió docencia hasta 1967. Más tarde fue profesor en diferentes universidades, Valladolid (1967-1968), Madrid (1968-1970) y Oviedo (1970-1973), hasta llegar a la Universidad del País Vasco donde dirigió el departamento de derecho penal en la facultad de derecho de San Sebastián. Fue profesor emérito de esta universidad.
Se especializó en diferentes materias sobre las que trabajó en Derecho penal, Victimología, Criminología, Derecho penitenciario, etc., en Universidades europeas y americanas, (Friburgo de Brisgovia, París, etc.).
En el año 1976 fundó el Instituto Vasco de Criminología que dirigió hasta el 2000 y pasó a ser director honorario. Tres años más tarde influyó en la creación de la Ley Orgánica y en la reforma al Código Penal de España en los años ochenta. En 1980 es nombrado presidente del consejo de dirección del Centro Internacional de Investigación sobre la Delincuencia y se hace miembro de Consejo de Dirección de la Sociedad Internacional de Criminología.
En 1995 influyó en unas nuevas modificaciones al Código Penal de España al igual que en las reformas legislativas realizadas en el 2000. Desde el 2000 y hasta 2009 trabajo con las víctimas de ETA y criticó a la iglesia vasca por su actitud frente a las víctimas de este grupo terrorista.
El 29 de diciembre de 2009 a los 85 años, fallece en el Hospital Donostia.

## Cargos académicos
- Miembro del Consejo de Dirección de la Sociedad Internacional de Criminología.
- Miembro del "Editorial Board", International Journal for the Sociology and Law (Revista internacional de Sociología y Leyes) (Londres, Nueva York).
- Miembro del Beirat (Wuppertal, Alemania).
- Miembro correspondiente, Sociedad Mexicana de Criminología.
- Miembro Correspondiente, Instituto de Derecho Penal Comparado de la Universidad Católica de La Plata (Argentina).
- Profesor Invitado por la Universidad Católica de Lovaina (Bélgica).
- Profesor Invitado por la Universidad de Salzburgo (Austria).
- Académico Correspondiente, Academia Mexicana de Ciencias Penales.
- Socio Titular de la Sociedade Sul Río Grandese de Criminología (Brasil).
- Fundador y Director de la Revista Eguzkilore. Cuaderno del Instituto Vasco de Criminología.
- Profesor consulto extranjero del Doctorado en Derecho de la Universidad John F. Kennedy (Buenos Aires, Argentina).

## Reconocimientos
- Doctor honoris causa por la Universidad de Pau y Países del Adour (Francia).
- Doctor honoris causa por la Universidad Nacional de Lomas de Zamora (Argentina).
- Premio Hermann Mannheim de Criminología Comparada (1993).
- Medalla al Mérito Social Penitenciario (1994).
- Medalla Félix Restrepo, S.J., de la Pontificia Universidad Javeriana (Colombia) (2001).
- Gran Cruz de la Orden de San Raimundo de Peñafort (2001)
- X Premio de Convivencia, de la Fundación Profesor Manuel Broseta (2002).
- II Premio Internacional Covite, otorgado por el Colectivo de Víctimas del Terrorismo en el País Vasco (2003).
- V Premio de la Fundación José Luis López de Lacalle (2005).
- Premio "Derechos Humanos 2005", del Consejo General de la Abogacía Española (2005).
- III Premio de Convivencia Cívica Catalana (2007).
- XIV Premio de la Fundación Gregorio Ordóñez (2009).

Asimismo se han creado dos Cátedras Universitarias con su nombre:
- Cátedra "Antonio Beristain" de Estudios sobre el Terrorismo y sus víctimas, Instituto de Derechos Humanos "Bartolomé de las Casas", Universidad Carlos Carlos III, Madrid (2006)
- Cátedra Internacional de Victimología "Antonio Beristain", Universidad de Murcia y Fundación Victimología, Murcia (2008)

## Publicaciones
El Profesor Antonio Beristain ha desarrollado una amplia labor de divulgación científica. Prueba de ello son las innumrables publicaciones de las que es autor: libros individuales, libros colectivos, compilaciones, diversas contribuciones a libros colectivos, artículos de revista, etc; entre los cuales cabe destacar:
- (1974) Medidas penales en Derecho contemporáneo. Teoría, legislación positiva y realización práctica, Reus, Madrid, 436 pp.
- (1977) Crisis del Derecho represivo (Orientaciones de organismos nacionales e internacionales), Edicusa, Madrid, 300 pp.
- (1979) Cuestiones penales y criminológicas, Reus, Madrid, 633 pp.
- (1980) Fuentes de Derecho Penal Vasco (Siglos XI XVI) (en colaboración), La Gran Enciclopedia Vasca, Bilbao, 446 pp.
- (1982) Estudios Vascos de Criminología (compilador), Mensajero, Bilbao, 930 pp.
- (1982) La pena retribución y las actuales concepciones criminológicas, Depalma, Buenos Aires, 178 pp.
- (1983) Estudio criminológico de sentencias en materia penal (en colaboración), Inst. de Criminología, Madrid, 184 pp.
- (1984) Desbideraketa, Bazterketa eta Gizarte Kontrola, Inst. Vasco de Administración Pública, Oñate, 140 pp.
- (1984) Reformas penales en el mundo de hoy (compilador), Edersa, Madrid, 406 pp.
- (1985) El delincuente en la democracia, Ed. Universidad, Buenos Aires.
- (1985) Ciencia Penal y Criminología, Tecnos, Madrid, 236 pp
- (1985) La droga en la sociedad actual y Nuevos horizontes en Criminología (compilador), CAP., San Sebastián, 406 pp.
- (1985) Problemas criminológicos, Inst. Nacional Ciencias Penales, México, 334 pp.
- (1988) Las víctimas del delito (compilador), Cuadernos de Extensión Universitaria, UPV/EHU, Bilbao, 160 pp.
- (1989) Cárcel de mujeres. Ayer y hoy de la mujer delincuente y víctima  (compilador), Mensajero, Bilbao, 226 pp.
- (1989) Criminología y dignidad humana (Diálogos), Depalma, Buenos Aires, 202 pp., (coautor), 2ª edición 1991; 3ª ed., 1997, Facultad de Ciencias Jurídicas, Pontificia Universidad Javeriana, Santafé de Bogotá.
- (1990) Victimología (compilador), VIII Cursos de Verano en San Sebastián, UPV/EHU, San Sebastián, 236 pp.
- (1990) Elogio criminológico de la locura erasmiana universitaria. Lo religioso en lo jurídico, Lección Inaugural del Curso Académico 1990 1991 de la Universidad del País Vasco, Bilbao, 72 pp.
- (1990) De Leyes penales y de Dios legislador (Alfa y Omega del control penal humano), Edersa, Madrid, 544 pp.
- (1990) La violencia ayer, hoy y mañana (compilador), Cuadernos de Extensión Universitaria, UPV/EHU, Bilbao,128 pp.
- (1991) Heriotz Zigorra, Colección Gero, Ediciones Mensajero, Bilbao, 144 pp.
- (1991) Eutanasia: Dignidad y muerte (y otros trabajos), Depalma, Buenos Aires, 172 pp.
- (1991) Ignacio de Loyola, Magister Artium en París 1528-1535 (Director: J. Caro Baroja; Compilador: A. Beristain), Kutxa Caja Gipuzkoa San Sebastián, San Sebastián, 752 pp.
- (1991) Los calabozos. Centros de detención municipales y de la Ertzaintza (en colaboración), Ed. Ararteko Universidad del País Vasco, Vitoria-Gasteiz, 124 pp.
- (1991) Inseguridad y vida ciudadana (compilador), Cuadernos de Extensión Universitaria, UPV/EHU, Bilbao, 130 pp.
- (1991) Pío Baroja y el criminólogo. Eguzkilore. Cuaderno del Instituto Vasco de Criminología (compilador), núm. 4 extraordinario, San Sebastián, 246 pp.
- (1992) Investidura de Doctor Honoris Causa. Günther Kaiser, Rufus H. Ritchie (compilador), Universidad del País Vasco, San Sebastián, 162 pp.
- (1992) La Criminología frente al abuso de poder (compilador), IX Cursos de Verano II Cursos Europeos, Ed. Universidad del País Vasco, San Sebastián, 162 pp.
- (1993) Capellanías penitenciarias. Congreso Internacional de jesuitas y colaboradores (en colaboración), Instituto Vasco de Criminología, San Sebastián, 132 pp.
- (1993) Cárceles de mañana. Reforma penitenciaria en el tercer milenio (compilador), Instituto Vasco de Criminología, San Sebastián, 180 pp.
- (1994) Nueva Criminología desde el Derecho penal y la Victimología, Tirant lo Blanch, Valencia, 404 pp.
- (1996) Criminología, Victimología y cárceles, 2 tomos, Pontificia Universidad Javeriana, Santafé de Bogotá, 394 pp. (tomo I), 328 pp. (tomo II).
- (1996) Jóvenes infractores en el tercer milenio, Facultad de Derecho, Universidad de Guanajuato, México, 350 pp.
- (1996) Epistemología penal criminológica hacia la sanción reparadora (Narcotráfico y alternativas de la cárcel), Colección Archivo de Derecho penal, núm. 4, Universidad Autónoma de Sinaloa, México, 332 pp.
- (1998) De los delitos y de las penas desde el País Vasco, Dykinson, Madrid, 344 pp.
- (1998) Criminología y Victimología. Alternativas re-creadoras al Delito, Leyer, Santafé de Bogotá (Colombia), 324 pp.
- (1999) Futura Política Criminal en las Instituciones de Readaptación Social. (Los derechos humanos de las personas privadas de libertad), Secretaría de la Gobernación, México, 396 pp., Compilador, Francisco Galván González.
- (1999) Nuevas Soluciones Victimológicas, Centro de Estudios de Política Criminal y Ciencias Penales, México, 328 pp.
- (2000) Victimología. Nueve palabras clave, Tirant lo Blanch, Valencia, 622 pp.
- (2004) Protagonismo de las víctimas de hoy y mañana (Evolución en el campo jurídico penal, prisional y ético), Tirant lo Blanch, Valencia, 398 pp.
- (2005) De Dios legislador en el Derecho Penal, la Criminología y la Victimología, Porrúa, Universidad Iberoamericana, México, 280 pp.
- (2007) Derecho Penal, Criminología y Victimología, Juruá Editora, Curitiba (Brasil), 424 pp.
- (2007) Víctimas del terrorismo. Nueva justicia, sanción y ética, Tirant lo Blanch, Valencia, 320 pp.
- (2008) Transformación del Derecho Penal y la Criminología hacia la Victimología (Dignidad ético-mística de las macrovíctimas), Ara Editores, Lima (Perú), 302 pp.
- (2010) La dignidad de las macrovíctimas transforma la Justicia y la convivencia. (In tenebris, lux), Dykinson, Madrid, 338 pp. (Libro póstumo del Prof. Dr. Dr. h. c. Antonio Beristian Ipiña)

Además de los libros citados, Antonio Beristain ha publicado en revistas nacionales y extranjeras más de cuatrocientos artículos, en diferentes idiomas.
Igualmente ha contribuido al saber científico a través de su participación en Congresos, Jornadas en diversas Universidades y Centros de investigación por todo el mundo (Alemania, Austria, Bélgica, España, Francia, Holanda, Hungría, Inglaterra, Israel, Italia, Polonia, Argentina, Bolivia, Brasil, Chile, Colombia, Costa Rica, Ecuador, México, Perú, Uruguay, Venezuela, Canadá y Estados Unidos).
La importancia de la labor investigadora y docente del Profesor Beristain Ipiña, su trabajo, multidisciplinar, a favor del desarrollo no violento de los Derechos del hombre, la perspectiva crítica, pero conciliadora, del Derecho penal tradicional y de la Criminología sociológica, junto a su esfuerzo por armonizar la acción y la contemplación, ha dado lugar a la creación de una amplia y prestigiosa escuela criminológica, lo que ha proporcionado una especial proyección como puente entre Europa e Iberoamérica, conformándose asimismo como un referente en el ámbito victimológico.